# Angresse
Angresse là một commune của tỉnh Landes thuộc Aquitaine tây nam nước Pháp.